# Llista d'espais naturals de la província de València
Llista d'espais naturals de la província de València protegits per la Llei 11/1994 d'espais naturals protegits que inclou en el règim general les categories de parc natural, paratge natural, paratge natural municipal, reserva natural, monument natural, lloc d'interés i paisatge protegit.
Altres espais naturals protegits amb règim especial a efectes de declaració, ordenació i gestió són el Catàleg de Coves, el Catàleg de Zones Humides, i les microreserves de flora i reserves de fauna que són figures de protecció sectorial d'espècies.

## Parcs naturals
| Nom                                     | Protecció          | Conjunt protegit                                          | Extensió (ha) | Localització | Codi     | Imatge |                                                                                     |
| --------------------------------------- | ------------------ | --------------------------------------------------------- | ------------- | --- | -------- | --- | ----------------------------------------------------------------------------------- |
| Parc Natural de Xera-Sot de Xera        | Parc natural       | LIC Serra del Negrete, ZEPA Alt Túria i Serra del Negrete | 6.451,17      | Xera, Sot de Xera (Plana d'Utiel, Serrans) 39° 35′ 31″ N, 0° 56′ 20″ O / 39.592°N,0.939°O | ES520043 | {{ca\|Parc Natural de Xera-Sot de Xera}} · {{WLE-AD-ES\|ES520043}} · {{Object location dec\|39.592\|-0.939\|region:ES-VC_type:forest_dim:12000_source:cawiki}} · [[Categoria:Protected areas of the Land of Valencia]]        |                                                                                     |
| Gorges del Cabriol                      | Parc natural, ZEPA |                                                           | 31.469,68     | Requena, Venta del Moro, Villargordo del Cabriol (Plana d'Utiel) 39° 23′ 10″ N, 1° 21′ 29″ O / 39.386°N,1.358°O | ES520038 | {{ca\|Gorges del Cabriol}} · {{WLE-AD-ES\|ES520038}} · {{Object location dec\|39.386\|-1.358\|region:ES-VC_type:forest_dim:40000_source:cawiki}} · [[Categoria:Protected areas of the Land of Valencia]]                      |                                                                                     |
| L'Albufera                              | Parc natural       | Parc natural, RAMSAR, LIC, ZEPA                           | 20.960,75     | Albal, Albalat de la Ribera, Alfafar, Algemesí, Beniparrell, Catarroja, Cullera, Massanassa, Sedaví, Silla, Sollana, Sueca, València (Horta Sud, Ribera Alta, Ribera Baixa, València) 39° 17′ 35″ N, 0° 20′ 02″ O / 39.293°N,0.334°O | ES520005 | {{ca\|Parc Natural de l'Albufera de València}} · {{WLE-AD-ES\|ES520005}} · {{Object location dec\|39.293\|-0.334\|region:ES-VC_type:waterbody_dim:28000_source:cawiki}} · [[Categoria:Parc Natural de l'Albufera]]            |                                                                                     |
| Parc Natural de la Pobla de Sant Miquel | Parc natural, LIC  |                                                           | 6.343,3       | La Pobla de Sant Miquel (Racó d'Ademús) 40° 03′ 22″ N, 1° 07′ 41″ O / 40.056°N,1.128°O | ES520045 | {{ca\|Parc Natural de la Pobla de Sant Miquel}} · {{WLE-AD-ES\|ES520045}} · {{Object location dec\|40.056\|-1.128\|region:ES-VC_type:forest_dim:11000_source:cawiki}} · [[Categoria:Protected areas of the Land of Valencia]] |                                                                                     |
| Parc Natural del Túria                  | Parc natural       |                                                           | 4.736,31      | Benaguasil, l'Eliana, Llíria, Manises, Paterna, Pedralba, Quart de Poblet, Riba-roja de Túria, Vilamarxant (Horta Oest, Camp de Túria i Serrans) 39° 33′ 25″ N, 0° 35′ 10″ O / 39.557°N,0.586°O                                      | ES520044 | {{ca\|Parc Natural del Túria}} · {{WLE-AD-ES\|ES520044}} · {{Object location dec\|39.557\|-0.586\|region:ES-VC_type:forest_dim:29000_source:cawiki}} · [[Categoria:Protected areas of the Land of Valencia]]                  |                                                                                     |
| Parc Natural de les Coves del Truig     | Parc natural       | Tres emplaçaments arqueològics                            |               | Benimodo Ribera Alta |          | {{ca\|Parc Natural de les Coves del Truig}} · {{WLE-AD-ES\|}} · {{Object location dec\| | region:_type:_source:cawiki}} [[Categoria:Protected areas of the Land of Valencia]] |

Vegeu també: Serra de Calderona a la província de Castelló, Serra de Mariola i Marjal de Pego-Oliva a la província d'Alacant

## Paisatges protegits
| Nom                   | Protecció                                | Conjunt protegit            | Extensió (ha) | Localització | Codi     | Imatge |
| --------------------- | ---------------------------------------- | --------------------------- | ------------- | --- | -------- | --- |
| Serpis                | Paisatge protegit, LIC Serra de la Safor | ZEPA Muntanyes de la Marina | 12.730,64     | Entre Alcoi i desembocadura a Gandia (Alcoià, Comtat, Safor) 38° 49′ 52″ N, 0° 20′ 06″ O / 38.831°N,0.335°O                                                                    | ES520049 | {{ca\|Paisatge del Serpis}} · {{WLE-AD-ES\|ES520049}} · {{Object location dec\|38.831\|-0.335\|region:ES-VC_type:forest_dim:45000_source:cawiki}} · [[Categoria:Serpis River]]                                               |
| Ombria del Benicadell | Paisatge protegit                        |                             | 2.103,11      | Albaida, Atzeneta d'Albaida, Bèlgida, Beniatjar, Bufali, Carrícola, el Palomar, Otos, el Ràfol de Salem, Salem (Vall d'Albaida) 38° 49′ 52″ N, 0° 26′ 13″ O / 38.831°N,0.437°O | ES520054 | {{ca\|Ombria del Benicadell (Vall d'Albaida)}} · {{WLE-AD-ES\|ES520054}} · {{Object location dec\|38.831\|-0.437\|region:ES-VC_type:forest_dim:11500_source:cawiki}} · [[Categoria:Protected areas of the Land of Valencia]] |